# Берман, Якуб
Я́куб Бе́рман (пол. Jakub Berman; 24 декабря 1901, Варшава, Царство Польское, Российская империя — 10 апреля 1984, Варшава, ПНР) — польский политический деятель. В 1948—1954 секретарь ЦК, в 1948—1956 член политбюро ЦК ПОРП, в 1954—1956 вице-премьер ПНР. Наряду с Болеславом Берутом и Хилари Минцем принадлежал к «правящему триумвирату» (1949—1956) ПНР.

## Ранняя биография
Родился в семье еврейской интеллигенции, сын Изидора и Густавы Берман. В 1925 году окончил юридический факультет Варшавского университета. Его научным руководителем был известный социолог-марксист Людвик Кшивицкий. Однако попытка Кшивицкого взять Бермана в штат университета как своего ассистента не удалась: руководство отказало из-за еврейского происхождения кандидата. Готовил диссертацию, но не завершил её. В 1927—1939 работал в бюллетене польского Еврейского телеграфного агентства.
С юности придерживался коммунистических взглядов. Был связан с рядом выдающихся представителей левой гуманитарной интеллигенции (например, с Владиславом Броневским, Вандой Василевской, Александром Ватом. В 1924, студентом университета, вступил в подпольный Коммунистический союз польской молодёжи. С 1928 года член коммунистической партии Польши (КПП). Быстро выдвинулся в руководство партии, работал в национальном отделе, в подотделе интеллигенции и в редакции центральной партийной газеты. Несколько раз арестовывался властями, но быстро освобождался.

## Деятельность во время войны
После начала Второй мировой войны в сентябре 1939 года переехал в Тарнополь, находившийся в советской зоне оккупации Польши. Работал в Белостоке инспектором по труду, принял гражданство СССР, из Варшавы к нему перебрались жена и дочь. В марте 1941 года перебрался в Минск, где работал редактором газеты Sztandar Wolności (Знамя Свободы) — польскоязычном издании Коммунистической партии Белоруссии.
Летом 1941 года, после начала Великой Отечественной войны и немецкого вторжения в Советский Союз, с семьёй добрался до Москвы. Некоторое время работал в редакции «Радио Костюшко», которую возглавляла Софья Дзержинская. В сентябре вместе с редакцией был эвакуирован в Уфу, где стал инструктором в Международной ленинской школе Коминтерна в Кушнаренково, где был преподавателем и руководителем польской группы. Проводил политическое обучение активистов коммунистической Польской рабочей партии (ПРП). С августа 1943 года снова в редакции «Радио Костюшко» в Москве. Был одним из организаторов и руководителей Союза польских патриотов. В декабре 1943 года назначен секретарём национального отдела СПП и в этом качестве был принят И. В. Сталиным, после чего закрепился в руководстве польских коммунистических организаций в СССР. С января 1944 вошёл в Центральное бюро польских коммунистов (ЦБПК) — секретный орган при ЦК ВКП(б), осуществлявший руководство польским коммунистическим движением и 1-й польской армией. Формально председателем ЦБПК являлся Александр Завадский, фактическим же главой был Я. Берман. Члены ЦБПК составили большинство в политбюро ЦК ПРП (член политбюро ЦК ПРП с августа 1944 по декабрь 1948, когда партия была преобразована в Польскую объединённую рабочую партию (ПОРП)).
В июле 1944 года был среди создателей Польского комитета национального освобождения (ПКНО) и соавтором его программного манифеста. Был заместителем начальника департамента иностранных дел ПКНО, членом Крайовой Рады Народовой.

## В руководстве партии и страны

### В правящем триумвирате
16 мая 1945 назначен заместителем государственного секретаря президиума Временного правительства Республики Польша Эдварда Осубки-Моравского. Оставался в этой должности во Временном правительстве национального единства и последующих правительствах Юзефа Циранкевича и Болеслава Берута до ноября 1952. С ноября 1952 по февраль 1954 — член президиума Совета министров (этот неформальный орган включал премьер-министра Берута и его заместителей). С марта 1954 по май 1956 вице-премьер правительства в кабинете Циранкевича.
Его правительственные посты не являлись ключевыми: реальная власть основывалась на положении не в Совете министров, а в политбюро ЦК ПРП, с 1948 — в политбюро ЦК, секретариате ЦК и секретариате политбюро ЦК ПОРП. В партийном руководстве был членом правящего «триумвирата», вместе с Болеславом Берутом и Хилари Минцем: Берут являлся главой страны и партии, Минц определял экономическую политику, Берман руководил силовыми органами, идеологией и пропагандой. При этом Берман превосходил по влиянию Минца и рассматривался как второй человек после Берута в партии и государстве. Одно время считался «серым кардиналом» руководства страны.
Первоначально склонялся к относительно умеренной национальной политике. Быстро уловив общий курс на советизацию, перешёл на ортодоксально-коммунистические позиции. С его именем были связаны масштабные идеологические кампании, насаждение структур коммунистического государства и реального социализма.
В то же время, при полной политической лояльности Советскому Союзу, Берман и Минц старались отстаивать определённые экономические интересы Польши. Так они приложили усилия, чтобы удержать бывшие немецкие промышленные активы от вывоза в СССР и сохранить национальную железнодорожную сеть, связанную с Германией и Западной Европой. Это вызвало недовольство Сталина, который в 1949 поднял вопрос об аресте Бермана. Однако Беруту, к большому удивлению многих, удалось отстоять сподвижника по триумвирату.
Некоторые современные польские источники связывают ортодоксальные взгляды Бермана с его этническим происхождением, утверждают, будто политический курс определялся национальной агрессией и стратегией «еврейского доминирования». Однако при этом делаются ссылки на некие «тайные доклады» неочевидного и неподтверждённого авторства. Никакого достоверного подтверждения эти версии не имеют.

### Во главе репрессивного аппарата
Курировал по партийной линии сначала Ведомство общественной безопасности ПКНО, затем Министерство общественной безопасности (МОБ, польский аналог МВД), ему был подотчётен министр Станислав Радкевич. Через МОБ в ведении Бермана находились Гражданская милиция, Корпус внутренней безопасности, Добровольный резерв гражданской милиции (военная организация ПРП/ПОРП), погранвойска, тюремная и пожарная службы. Вместе с Берутом он возглавлял Комиссию по безопасности ЦК ПОРП — главный координационный орган политических репрессий.

Провести в сентябре месяце в каждом воеводстве по меньшей мере один публичный процесс против реакционеров. Ответственным за проведение этой акции назначить товарища Бермана.

Постановление Политбюро ЦК ППР от 22 августа 1945

В этом качестве руководил политическим террором против противников власти. Репрессиям подвергались участники антикоммунистического сопротивления, представители буржуазии, землевладельцы, зажиточные крестьяне, члены довоенных партий — (правые, сторонники Станислава Миколайчика, оппозиционные социалисты), католические, профсоюзные и общественные активисты, обычные граждане, заподозренные в нелояльности, наконец, коммунисты, попадавшие под партийные чистки. По представлению курируемых Берманом структур только в судебном порядке было вынесено более 6 тысяч смертных приговоров (в основном членам Армии Крайовой и католическим священнослужителям). Количество политзаключённых составляло не менее 200 тысяч человек.
С декабря 1952 по март 1954 в качестве секретаря ЦК ПОРП курировал также систему образования.

## Отставка во время «оттепели»
Смерть Сталина, XX съезд КПСС и «Хрущёвская оттепель» повлекли за собой политические перемены в Польше. В условиях начавшихся перемен Берман попытался несколько изменить свой политический курс и сложившийся имидж. Так, в 1955 он санкционировал создание молодёжного дискуссионного клуба Кривой Круг (впоследствии сыгравшего заметную роль в общественных преобразованиях). Однако для всей страны он олицетворял сталинистский курс ПОРП, особенно его репрессивную сторону.
После смерти первого секретаря ПОРП Б. Берута и прихода к власти Владислава Гомулки в 1956 году началась ограниченная либерализация режима ПНР. Берман был привлечён к партийной ответственности за массовые нарушения социалистической законности в предыдущий период. Некоторые функционеры службы госбезопасности предстали перед судом и получили тюремные сроки; были уволены из органов ряд видных руководителей (полковники Леон Анджеевский, Юзеф Чаплицкий, Юлия Бристигер). Все они являлись видными фигурами «еврейской группы Бермана» в МОБ. Набирала ход и критика самого Бермана: например, Александр Завадский на пленуме ЦК припоминал ему «еврейское буржуазное происхождение». Сильно подорвали позиции Бермана скандалы в спецслужбах, особенно бегство в Западный Берлин подполковника Ю. Святло.
В ходе десталинизации в июле 1956 был выведен из состава политбюро и ЦК. Пленум ЦК возложил на него, а также на бывшего министра Радкевича основную ответственность за «перекосы» в деятельности бывшего Министерства общественной безопасности. Берман выступил с самокритикой и признанием своих ошибок, но при этом утверждал, будто предотвратил «ещё худшие эксцессы», которые якобы навязывал польской госбезопасности Берия. 18 мая 1957 был исключён из ПОРП. В партии возникла тенденция списывать именно и только на Бермана большинство негативных явлений 1940-х-1950-х годов.
После исключения из партии работал лектором в государственном издательстве «Книга и знание» (пол. «Książka i Wiedza»).

## Последние годы
С 1969 года (после антисемитской кампании) находился на пенсии. Жил частной жизнью, в политических событиях никакого участия не принимал.
В 1980 году попал в тяжёлую автомобильную аварию, после которой провёл в больницах около полутора лет. Скончался 10 апреля 1984 года в 82-летнем возрасте. Похоронен на кладбище Воинские Повонзки.

## Родственные связи
Имел двух братьев и двух сестёр. Брат Адольф (1906—1978) в 1950 уехал в Израиль, был там активистом сионистского движения и коммунистическим политиком. Брат Мечислав (Метек) погиб в Треблинке. Сестра, Анна Волек, также погибла в Треблинке вместе с мужем и дочерью. Вторая сестра, Ирена Олецкая (1918—2000), — известный польский педагог.
В течение 50 лет состоял в браке с врачом-стоматологом Густавой Гринберг. Их дочь Люцина была женой известного историка Феликса Тыха. Люцина Берман-Тых издала книгу '«Tak, jestem corka Jakuba Bermana» (Да, я дочь Якуба Бермана). Она привела много фактов и изложила своё понимание событий, в котором её отец предстаёт масштабной и неоднозначной фигурой.
Существуют обоснованные предположения о длительной внебрачной связи Бермана с начальницей V (политического) департамента МОБ Юлией Бристигер (по прозвищу «Кровавая Луна»).

## Биографическое исследование
В 2009 году издательство Института национальной памяти выпустило монографию историка Анны Собур-Свидерской Jakub Berman. Biografia komunisty («Якуб Берман. Биография коммуниста»). В аннотации Берман охарактеризован как «один из самых спорных политиков послевоенной Польши».